# Hexatoma aequinigra
Hexatoma aequinigra är en tvåvingeart som beskrevs av Alexander 1934. Hexatoma aequinigra ingår i släktet Hexatoma och familjen småharkrankar. Inga underarter finns listade i Catalogue of Life.